# Giovanni Manetti
Giovanni Manetti (San Vincenzo/Livorno, 6 gennaio 1949) è un semiologo e studioso di comunicazione italiano.

## Biografia

### Percorso accademico
Laureato nel 1973 all'Università di Pisa con una tesi dal titolo Per una semiotica del comico. Nel 1975 comincia a collaborare con la cattedra di Semiotica di Umberto Eco all'Università di Bologna, tenendo seminari accademici annuali sul comico, sulla testualità semiotica e sulla storia della inferenza semiotica, fino al 1983, anno in cui diviene Ricercatore di Semiotica presso la stessa Università.
Nel 1992 si trasferisce presso l'università di Siena in concomitanza con l'istituzione per la prima volta in Italia del Corso di laurea in Scienze della comunicazione (le Università che istituiscono tale corso sono solo cinque: Torino, Bologna, Siena, Roma, Salerno); di quel corso è stato a lungo Presidente. 
Nel 1998 diviene Professore Associato di Semiotica e nel 2002 Professore Ordinario.
Nel 2019, all'uscita dal ruolo, viene nominato Professore onorario.

### Attività di insegnamento e ricerca
Avendo introdotto presso l'Università di Siena la tradizione degli studi semiotici, ha insegnato Semiotica dal 1992 al 2019, a cui si è aggiunto l'insegnamento di Storia della Semiotica dal 2002 al 2019.
Sulla scorta di una tradizione iniziata dallo stesso Umberto Eco nel 1979,  è stato tra i promotori nazionali del paradigma degli studi sulla storia delle idee semiotiche. In questo ambito ha condotto studi sulla teoria dell'inferenza semiotica nell'antichità classica (divinazione e medicina ippocratica, Platone, Aristotele, Stoici, Epicurei, Retorica romana, San'Agostino).  Si segnalano in particolare le ricerche sul De signis, ampio trattato semiotico del filosofo greco epicureo Filodemo di Gadara, recuperato da un rotolo carbonizzato in seguito all'eruzione del Vesuvio ad Ercolano nel 79 d. C. Di questo testo, che riporta dettagliatamente la disputa tra Epicurei e Stoici a proposito dell'inferenza semiotica, ha effettuato (in collaborazione con Daniela Fausti) l'unica traduzione italiana, e ne ha condotto un ampio commento 
Un secondo tema che caratterizza la sua ricerca riguarda gli studi sulla "Teoria dell'enunciazione", elaborata primariamente dal linguista francese  Émile Benveniste, le cui idee ha contribuito a diffondere in italia.
Un terzo tema, infine, riguarda la Comunicazione non verbale, ovvero le manifestazioni segniche di cinesica (gesti) e di prossemica (distanze significanti tra le persone). In questo ambito sono stati condotti studi sia a carattere generale, sia in ambiti specifici come quelli sui codici gestuali dei monaci.  (Cistercensi, Cluniacensi, Trappisti). 

### Attività istituzionale e culturale
All’Università di Siena è stato direttore del Dottorato in “Semiotica e psicologia della comunicazione simbolica” e ha ideato e diretto il Master in “Comunicazione d’impresa. Linguaggi, strumenti, tecnologie”.
È stato Presidente dell’Associazione italiana di Studi semiotici (dal 1999 al 2003) e dell’Associazione “Simbolo, conoscenza, società”, per la quale ha diretto la prima serie della rivista Symbolon.
Ha ideato il Premio Castiglioncello della comunicazione, proposto annualmente per il miglior libro su tematica comunicativa, della cui Giuria è stato Presidente. Ha diretto il Centro Studi e Ricerche - Osservatorio critico sulla comunicazione di Castiglioncello (in collaborazione con le Università di Siena, di Pisa, di Bologna). Componente della Giuria del Premio filosofico Castiglioncello (dal 1997 al 2011) e di quella del Premio Filosofico Vittorio Sainati, istituito dall’Università di Pisa e dalla casa editrice ETS (fino ad oggi).
Ha organizzato cicli di conferenze estive su tematiche attinenti alla comunicazione: "Comunicazione. Volti e forme" a Castiglioncello (Livorno), dal 1998 al 2014, e "Incontri sulla comunicazione" a San Vincenzo (Livorno), dal 2010 al 2022.
È direttore (insieme a Stefano Gensini) di Blityri. Rivista di storia delle idee sui segni e le lingue (Pisa, ETS). Dirige inoltre le due collane editoriali: Semeia. I segni, le lingue, la storia (con Stefano Gensini) e Comunicazione e oltre (con Adriano Fabris), entrambe per la casa editrice ETS. E’ Membro del comitato scientifico della rivista Versus. Quaderni di studi semiotici e della rivista Symbolon.
Tiene la rubrica mensile Consumi in scena di critica della pubblicità sulla rivista Nuovo consumo.

## Opere

### Monografie
- In principio era il segno. Aspetti di storia della semiotica nell’antichità classica, Bompiani, Milano, 2013.
- Comunicazione (con A. Fabris), La Scuola, Brescia, 2011.
- L’enunciazione. Dalla svolta comunicativa ai nuovi media, Mondadori Università, Milano, 2008.
- Specchio delle mie brame. 12 anni di spot pubblicitari, ETS, Pisa, 2006.
- La teoria dell’enunciazione, Protagon, Siena, 1998.
- Sport e giochi nell'antichità classica, Mondadori, Milano, 1988.
- Le teorie del segno nell'antichità classica, Bompiani, Milano,1987 (edizione americana Theories of the Sign in Classical Antiquity, traduzione di Christine Richardson, Indiana University Press, Bloomington, 1992.
- L'analisi del discorso (con P. Violi), L'Espresso Strumenti, Roma,1979.
- La grammatica dell'arguzia (con P. Violi, Versus, Bompiani, Milano, 1977.

### Volumi a cura
- Filodemo, De signis, Sui fenomeni e sulle inferenze semiotiche (a cura di Giovanni Manetti e Daniela Fausti), ETS, Pisa, 2022.
- Émile Benveniste. Le sorgenti segrete di un linguista poliedrico, (a cura di Giovanni Manetti e Federica Venier), 2021, ETS, Pisa.
- Benveniste. L’enunciazione, la soggettività, il tempo e il confronto con gli altri autori (a cura, con Irène Fenoglio), Blityri. Studi di storia delle idee sui segni e le lingue, VII, 2, 2018.
- Historia de la Semiotica. Homenaje a Umberto Eco. History of Semiotics. In honour to Umberto Eco (a cura, con Wenceslao Castañares), Designis, 25, 2016.
- Animali, angeli, macchine. Come comunicano e come pensano (a cura, con Alessandro Prato), ETS, Pisa, 2007.
- Semiofood. Comunicazione e cultura del cibo (a cura, con Paolo Bertetti e Alessandro Prato), Centro Scientifico Editoriale, Torino, 2006.
- Guerre di segni. Semiotica delle situazioni (a cura, con Paolo Bertetti e Alessandro Prato), Testo & Immagine, Torino, 2005.
- Il contagio e i suoi simboli 2. Arte, letteratura, psicologia, comunicazione, ETS, Pisa, 2004.
- Il contagio e i suoi simboli. Fenomeni di contaminazione nei corpi, nella cultura, nella società. Saggi semiotici, (a cura, con Laura Barcellona e Cora Rampoldi), ETS, Pisa, 2003.
- Semiotica: testi esemplari. Storia, teoria, pratica, proposte, (a cura, con Paolo Bertetti), Testo & Immagine, Torino, 2003.
- Sintomo, Segno, Simbolo (a cura), Symbolon, Anno IV, n. 7/8, 2002.
- Forme della testualità. Teorie, modelli, storia, e prospettive (a cura, con Paolo Bertetti), Testo & Immagine, Torino, 2001.
- Signs and Signification. Volumi I e II (a cura, con Harjeet Singh Gill), Bahri Publications, Gobindpuri-Kalkaji-New Delhi, 1999 e 2000.
- Knowledge through Signs. Ancient Semiotic Theories and Practices (a cura), Brepols, Turnhout,1996.
- Semiotica: storia, teoria, interpretazione (a cura, con Patrizia Magli e Patrizia Violi), Bompiani, Milano, 1992.
- Leggere i Promessi Sposi (a cura), Bompiani, Milano, 1989.
- Signs of Antiquity / Antiquity of Signs (a cura), Versus, 50/51, 1988.
- Tg, fatti così (con R. Grandi), VQPT/Eri, 1988.

### Articoli (selezione)
- “An important chapter in the history of semiotics: inference from signs in Philodemus’ De signis”, in Semiotica, 1/2023, pp. 1-32.
- “Silent language. The history and semantics of monastic gestural codes”, in Langage et pensée”, 17, sous la direction de F. Bennet, C. Denat, P. Wotling, Langage, interpretation, representation. Perspectives pluriculturelles, transhistoriques et interdisciplinaires, 2022.
- “The debate on the question of “tense” and “aspect” in the Stoic’ linguistic theory”, in Richard Faure, Simon-Pierre Valli and Arnaud Zucker (eds.), Conceptions of Time in Greek and Roman Antiquity, 2023, De Gruyter, Berlin / Boston, pp. 21 – 48.
- “Colpo d’occhio sulla questione del tempo e dell'aspetto nella teoria linguistica degli Stoici”, in Filomena Diodato (a cura di), Il linguaggio e le lingue. Tra teoria e storia, Atti del I convegno CISPELS, Roma 17-19 settembre 2018, 2021, Aracne, pp. 129-152.
- “L’enunciazione e l’immagine: il punto di vista di Benveniste”, in Enunciazione e immagini, a cura di T. Lancioni e A. Lorusso, E/C Serie Speciale – Anno XIV, n. 29, 2020, pp. 17-29.
- “Hay continuidad entre la semiòtica antigua y la contemporànea?”, in CIC. Quadernos de Informaciòn y Comunicaciòn, 25, 2020, pp. 31-46.
- “Linguaggio degli uomini e linguaggio degli animali nell’antichità classica” in La voce e il logos. Filosofie dell’animalità nella storia delle idee, a cura di Stefano Gensini, 2020, ETS, Pisa, pp. 29-52.
- “La semiotica contemporanea e le sue radici nella tradizione filosofica dell’antichità” in Bollettino della Società Filosofica Italiana 2020, maggio-agosto, pp. 37-53.
- “Inferenza semiotica e similarità tra filosofia epicurea e medicina empirica”, in M. Capocci, M. Cilione, F. Giorgianni (a cura di), I nomi del male e i segni dell’eredità, 2019, Il Mulino,  Bologna, pp. 259-279.
- “Benveniste and the issue of linguistic temporality. Time of enunciation and its relationship to Bergson and Husserl’s ideas of time”, in Blityri. Studi di storia delle idee sui segni e le lingue, VII, 2 -2018, pp. 79-106.
- “La semiotica salvata(si) dal Vesuvio: il dibattito tra epicurei e stoici (?) sull’inferenza da segni nel De signis di Filodemo”,  Blityri. Studi di storia delle idee sui segni e le lingue, 2012.

## Festschrift
Stefano Gensini e Alessandro Prato (a cura di), I segni tra teoria e storia per Giovanni Manetti, ETS, 2019.